# Amerikanischer Distelfalter

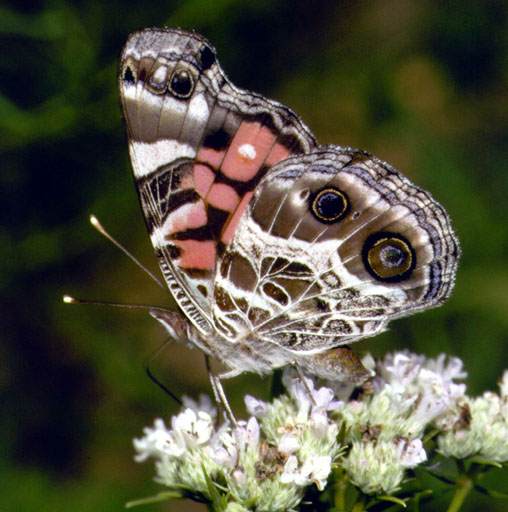
Unterseite des Amerikanischen Distelfalters (Vanessa virginiensis)

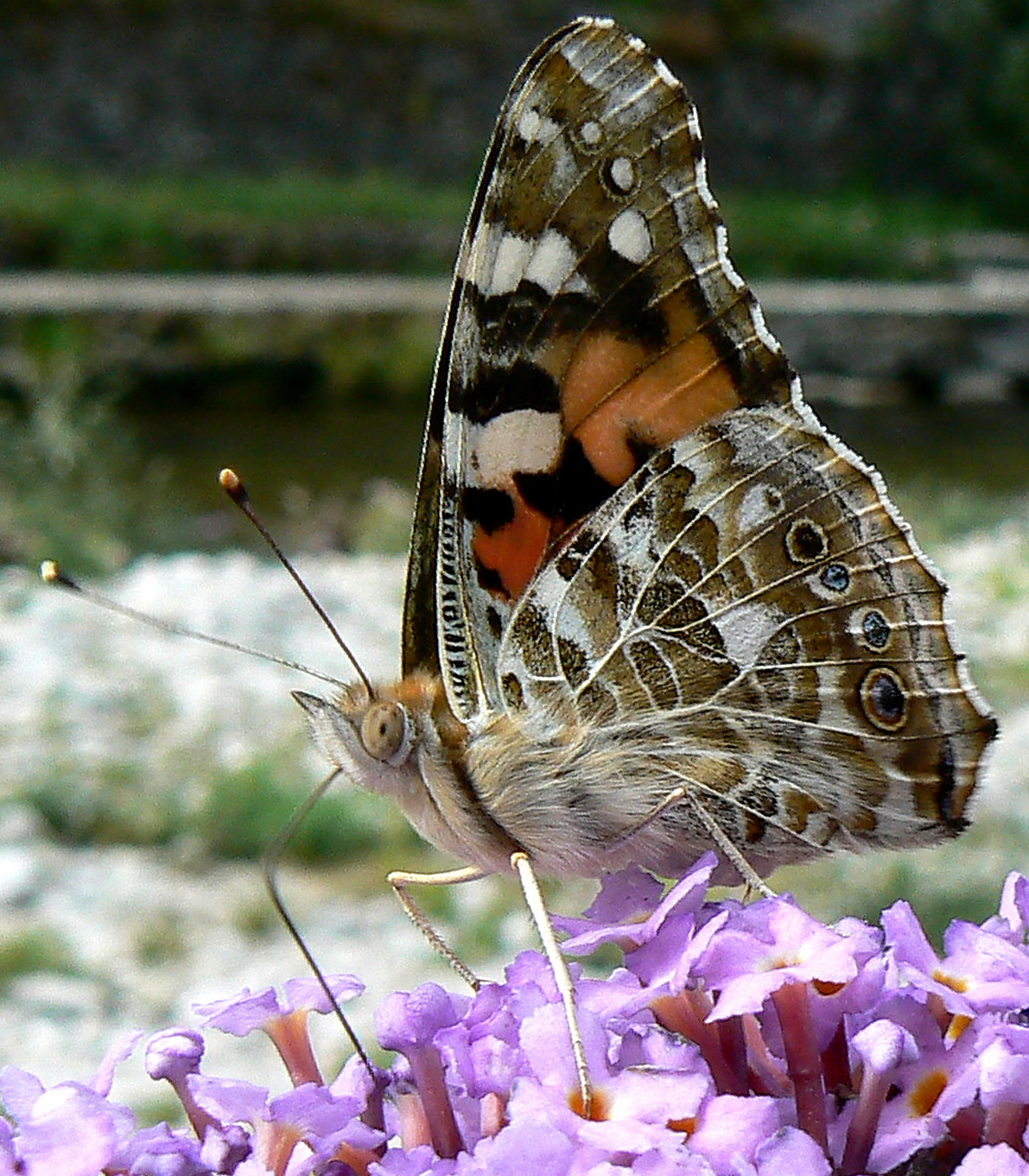
Unterseite des Distelfalters
(Vanessa cardui)
(zum Vergleich)

Der Amerikanische Distelfalter (Vanessa virginiensis, Syn.: Cynthia virginiensis) ist ein Schmetterling aus der Familie der Edelfalter (Nymphalidae).

## Merkmale

### Falter
Die Falter erreichen eine Flügelspannweite von 45 bis 67 Millimetern. Die Vorderflügel sind orange bis gelbbraun gefärbt. Am schwarzen Apex zeigen sich mehrere verschieden große schneeweiße bis milchig weiße Flecke. Das Wurzelfeld weist eine helle bräunliche Farbe auf. Im Mittelfeld ist eine schwarze Fleckenzeichnung erkennbar. Der Saumrand ist stark bogenförmig eingebuchtet. Die Hinterflügel haben die gleiche Grundfarbe wie die Vorderflügel und besitzen am Flügelaußenrand mehrere blau gekernte Augenflecke. Die Unterseite der Hinterflügel ist weißlich, in verschiedenen Brauntönen marmoriert und zeigt am Außenrand zwei sehr große arttypische Augenflecke, die in einem breiten braunen Bereich liegen.

### Präimaginalstadien
Das Ei ist blass gelb-grün. Die Raupe mit schwarzem Kopf hat eine weißliche bis gelbe Grundfarbe und eine Reihe Dornen an jedem Segment, viele schmale schwarze Querlinien, breite schwarze Bänder bei den Dornen auf der oberen Körperhälfte und mehrere große weißliche Flecken am Rücken. Die schwarzen Dornen haben eine dunkelrote bis orange Basis und sind stark verzweigt. An der Seite verläuft ein weißliches, gelbliches oder oranges Band. Die Puppe ist grauweiß, gelb, blass braun oder gold-grün mit rosa Bereichen. Sie hat immer dunkle Punkte und braune lateral und ventral verlaufende Streifen.

### Ähnliche Arten
- Distelfalter (Vanessa cardui)
- Indischer Admiral (Vanessa indica)

Die beiden vorgenannten Arten unterscheiden sich in erster Linie durch das Fehlen der beiden sehr großen Augenflecke auf der Unterseite der Hinterflügel. Sie besitzen im Gegensatz dazu dort vier wesentlich kleinere Augenflecke.

## Geographische Verbreitung und Lebensraum
Amerikanische Distelfalter kommen von den USA bis Venezuela und Guatemala und auf den Großen Antillen, auf den Kanarischen Inseln und im Südwesten der Iberischen Halbinsel bodenständig vor. Sie gelten als Binnenwanderer, legen als sehr flugstarke Falter zuweilen auch weite Strecken zurück und lassen sich dabei auch vom Wind tragen und erreichen dadurch regelmäßig die niedrigen Lagen des südlichen Kanadas und manchmal sogar Hawaii, die Galapagos-Inseln, Labrador, Island, die Britischen Inseln, die Azoren, Madeira. In einigen dieser Gebiete vermehren sie sich auch. Tiefe Temperaturen im Winter können sie jedoch nicht überstehen. Sie bevorzugen trockenes, warmes und offenes Gelände, das reich mit Blumen bewachsen ist.
Die Population auf Teneriffa war über 30 Jahre hinweg stark eingebrochen und galt als ausgestorben, bis 2004 eine kleine Population wiederentdeckt wurde. 2009 wurde auf der Nachbarinsel La Palma ebenfalls eine Population entdeckt. Eine stabile Population gibt es heute im Süden Portugals, von der aus sich die Falter immer wieder auf der Iberischen Halbinsel kurzfristig ausbreiten, bis die Vorkommen wahrscheinlich durch einen kalten Winter wieder vernichtet werden.

## Lebensweise
Im Süden der USA (südliches Kalifornien, südliches Texas, südliches Florida) fliegt die Art das ganze Jahr hindurch, weiter nördlich bildet sie zwei Generationen, von denen die zweite überwintert. In Ottawa fliegen die Falter von Mai bis September. Auf Teneriffa fliegt der Amerikanische Distelfalter nur nicht in der kalten Jahreszeit von November bis Februar. Auf der Iberischen Halbinsel bildet die Art drei bis vier Generationen pro Jahr, die von April bis November fliegen. Die letzte Generation überwintert als Falter.
Die Eier werden von den Faltern einzeln auf der Blattoberseite der Raupennahrungspflanzen abgelegt. Junge Raupen leben zusammen in Gespinsten, für die auch Pflanzenhaare benutzt werden. Ältere Raupen leben einzeln in versponnen Blättern.
Die Raupen ernähren sich von einer Vielzahl verschiedener Pflanzen. In Nordamerika leben sie beispielsweise an
- Korbblütler (Asteraceae)
  - Ruhrkräuter (Gnaphalium): Gnaphalium palustre, Gnaphalium obtusifolium, Gnaphalium bicolor, Gnaphalium purpureum; Katzenpfötchen (Antennaria): Antennaria parvifolia, Antennaria plantaginifolia, Antennaria neodioica; Anaphalis margaritacea, Amerikanisches Moxakraut (Artemisia douglasiana), Wermutkraut (Artemisia absinthium), Artemisia stellerianat, Artemisia ludoviciana, Große Klette Arctium lappa, Acker-Kratzdistel (Cirsium arvense), Ringdisteln (Carduus), Eselsdistel (Onopordum acanthium), Mariendistel (Silybum marianum), Sonnenblumen (Helianthus), Scheinastern (Vernonia), Senedo maritime, Senedo cineraria
- Raublattgewächse (Boraginaceae)
  - Gewöhnlicher Natternkopf (Echium vulgare), Vergissmeinnicht (Myosotis)
- Hülsenfrüchtler (Leguminosae)
  - Lupinien (Lupinus)
- Malvengewächse (Malvaceae)
  - Stockrose (Althaea rosea), Malven (Malva)
- Brennnesselgewächse (Urticaceae)
  - Brennnesseln (Urtica)
- Balsaminengewächse (Balsaminaceae)
  - Orangerotes Springkraut (Impatiens capensis)
- Braunwurzgewächse (Scrophulariaceae)
  - Löwenmäuler (Antirrhinum)
  - Gattungen in der Tribus Inuleae

Die Raupennahrungspflanze auf Teneriffa ist unbekannt. Für Europa werden Ruhrkräuter(Gnaphalium), Katzenpfötchen (Antennaria) und Kletten (Arctium) als Futterpflanzen genannt.

## Belege